# Maszuja Rika
Maszuja Rika (増矢 理花; Hepburn: Masuya Rika) (Tokusima prefektúra, 1995. szeptember 14. –) japán válogatott labdarúgó.

## Klub
2014 óta az INAC Kobe Leonessa csapatának játékosa, ahol 100 bajnoki mérkőzésen lépett pályára és 21 gólt szerzett.

## Nemzeti válogatott
A japán U17-es válogatott tagjaként részt vett a 2012-es U17-es világbajnokságon.
2014-ben debütált a japán válogatottban. A japán válogatott tagjaként részt vett a 2018-as Ázsia-kupán. A japán válogatottban 27 mérkőzést játszott.

## Statisztika
| Japán válogatott | Japán válogatott | Japán válogatott |
| Időszak          | Mérk.            | gól              |
| ---------------- | ---------------- | ---------------- |
| 2014             | 7                | 2                |
| 2015             | 3                | 1                |
| 2016             | 3                | 0                |
| 2017             | 2                | 0                |
| 2018             | 12               | 3                |
| Összesen         | 27               | 6                |

## Sikerei, díjai
Japán válogatott
- Ázsia-kupa:  Arany; 2018